# Gypona biura
Gypona biura är en insektsart som beskrevs av Freytag 2006. Gypona biura ingår i släktet Gypona och familjen dvärgstritar. Inga underarter finns listade i Catalogue of Life.